# Bullmark
Bullmark är en mindre tätort i Umeå kommun vid Sävarån, 16 km från Sävar och cirka 30 km norr om Umeå.

## Historia
Förledet i byns namn är det förkristna mansnamnet Bulle. Liksom andra mark-byar med sådana förled anses den ha uppkommit som nybygge under medeltiden.

### Befolkningsutveckling
| Befolkningsutvecklingen i Bullmark 1990–2020 | Befolkningsutvecklingen i Bullmark 1990–2020 | Befolkningsutvecklingen i Bullmark 1990–2020 | Befolkningsutvecklingen i Bullmark 1990–2020 | Befolkningsutvecklingen i Bullmark 1990–2020 |
| -------------------------------------------- | -------------------------------------------- | -------------------------------------------- | -------------------------------------------- | -------------------------------------------- |
|                                              |                                              |                                              |                                              |                                              |
| År                                           |                                              |                                              | Folkmängd                                    | Areal (ha)                                   |
| 1990                                         | 1990                                         |                                              | 343                                          | 31                                           |
| 1995                                         | 1995                                         |                                              | 367                                          | 33                                           |
| 2000                                         | 2000                                         |                                              | 355                                          | 33                                           |
| 2005                                         | 2005                                         |                                              | 343                                          | 33                                           |
| 2010                                         | 2010                                         |                                              | 319                                          | 32                                           |
| 2015                                         | 2015                                         |                                              | 329                                          | 44                                           |
| 2020                                         | 2020                                         |                                              | 314                                          | 52                                           |
| Anm.: Ny tätort 1990                         |                                              |                                              |                                              |                                              |

## Service och affär
Det finns en liten ICA-butik i byn med ett smärre sortiment av livsmedel och andra dagligvaror. Butiken har även apoteksutlämning, systembolagsutlämning, tidnings– och lotteriförsäljning med mera. Invid butiken finns även en automatstation för bränsle. Bullmark skola, en kommunal byaskola, har undervisning från förskoleklass till klass 6. Barnomsorgen består av förskolan Kringlan samt dagbarnvårdare.

## Föreningar
- Furunäs/Bullmarks IK - ortens idrottsförening
- Smidjan - Bullmarks bygdegårdsförening
- Gravmark – Bullmarks Socialdemokratiska förening
- Sävarådalens skoterklubb
- Bullmarks Väg och Samfällighetsförening
- Projektföreningen Bullmark